# Daleapidea daleae
Daleapidea daleae är en insektsart som beskrevs av Knight 1968. Daleapidea daleae ingår i släktet Daleapidea och familjen ängsskinnbaggar. Inga underarter finns listade i Catalogue of Life.